# Kanton Champdeniers-Saint-Denis
Kanton Champdeniers-Saint-Denis is een voormalig kanton van het Franse departement Deux-Sèvres. Kanton Champdeniers-Saint-Denis maakte deel uit van het arrondissement Niort en telde 5107 inwoners (1999). Het werd opgeheven bij decreet van 18 februari 2014 met uitwerking op 22 maart 2015.

## Gemeenten
Het kanton Champdeniers-Saint-Denis omvatte de volgende gemeenten:
- Champdeniers-Saint-Denis (hoofdplaats)
- Cours
- Germond-Rouvre
- La Chapelle-Bâton
- Pamplie
- Saint-Christophe-sur-Roc
- Sainte-Ouenne
- Surin
- Xaintray